# Comanche megye (Texas)
Comanche megye az Amerikai Egyesült Államokban, azon belül Texas államban található. Megyeszékhelye és legnagyobb városa Comanche. Lakosainak száma 13 594 fő (2020. április 1.). Comanche megye Erath, Mills, Hamilton, Eastland és Brown megyékkel határos.

## Népesség
A megye népességének változása:
| Lakosok száma | 13 983 | 13 895 | 13 734 | 13 623 | 13 430 | 13 573 | 13 594 |
|               | 2010   | 2011   | 2012   | 2013   | 2015   | 2017   | 2020   |